# Georgios Samaras
Georgios Samaras (řecky Γεώργιος Σαμαράς; * 21. února 1985, Iraklio) je bývalý řecký fotbalový útočník, který po skončení kariéry působí jako viceprezident kyperského klubu OFI Kréta.
Během své aktivní kariéry nastupoval rovněž za řeckou reprezentaci.

## Klubová kariéra
S Celtikem nepostoupil ze základní skupiny H do vyřazovacích bojů Ligy mistrů 2013/14, skotský tým v ní obsadil se ziskem 3 bodů poslední místo. V posledním utkání skupiny 11. prosince 2013 vstřelil jednu branku proti katalánskému týmu FC Barcelona, ale drtivou prohru 1:6 neodvrátil. V závěru mohl přidat ještě druhý korigující gól. V Celtiku strávil celkem 6 sezón.
V srpnu 2014 přestoupil z Celtiku po vypršení smlouvy do anglického klubu West Bromwich Albion, kde podepsal dvouletý kontrakt. 3. února 2015 odešel na hostování do saúdskoarabského klubu Al-Hilal FC.

### Speciální fanoušek
Během svého působení v Celticu FC získal Samaras mj. speciálního fanouška, chlapce Jaye Battyho (v roce 2014 jedenáctiletého), který má Downův syndrom. Spolu v květnu 2014 oslavili titul pro Celtic FC. Při následném mistrovství světa v kopané se stalo na facebooku sledované video, na kterém malý Jay velmi emotivně prožívá závěr utkání Řecko - Pobřeží slonoviny a Samarasem proměněnou penaltu v závěru utkání. Vznikla tak iniciativa, podporovaná řadou sponzorů, aby chlapec mohl sledovat osmifinálové utkání Řecka a Kostariky přímo v dějišti šampionátu. Vzhledem k tomu, že odcestoval s rodiči na předem zaplacenou dovolenou, se tato akce nakonec neuskutečnila. 

## Reprezentační kariéra

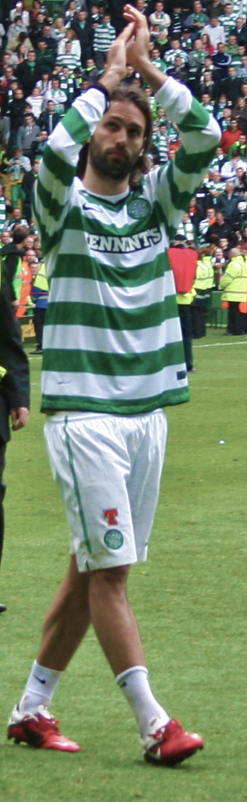
Georgios Samaras v dresu Celtiku

Ačkoli mohl hrát na reprezentační úrovni za Austrálii (jeho otec Ioannis Samaras se narodil v Melbourne), Georgios zvolil řecký národní tým. Nastupoval i za řecký mládežnický výběr U21.
V A-mužstvu Řecka debutoval 28. února 2006 proti týmu Běloruska, kde nastoupil na hřiště v základní sestavě a zažil vydařenou premiéru, vstřelil totiž jedinou branku zápasu (hrálo se v kyperském Lemesosu v rámci turnaje Cyprus Tournament 2006).
Účast Georgiose Samarase na vrcholových turnajích:
- Mistrovství Evropy 2008 v Rakousku a Švýcarsku
- Mistrovství světa 2010 v Jihoafrické republice
- Mistrovství Evropy 2012 v Polsku a na Ukrajině
- Mistrovství světa 2014 v Brazílii, kam jej nominoval portugalský trenér Fernando Santos.[9] Zde Řekové dosáhli svého historického maxima. Poprvé na světových šampionátech postoupili do osmifinále (ze základní skupiny C), tam byli vyřazeni Kostarikou v penaltovém rozstřelu poměrem 3:5 (stav po prodloužení byl 1:1).[10] Samaras vstřelil v nastaveném čase utkání s Pobřežím slonoviny vítězný gól z pokutového kopu na konečných 2:1, který znamenal postup do osmifinále.[11]